# Anna Diriks
Anna Maria Diriks, född Westerberg den 30 december 1870 i Uppsala, död 1 mars 1932 i Drøbak, var en svensk-norsk konstnär. Hon var gift med konstnären Karl Edvard Diriks.
Diriks framträdde med skulpturer och dekorativa arbeten av olika slag. Hon fick bland annat ett av prisen för kartonger till glasmålningar i Nidarosdomen 1908.